# Before Wanderlust
| Recensione | Giudizio |
| ---------- | -------- |
| Rockol     |          |

Before Wanderlust è l'album di debutto del cantautore italiano Alfa e del produttore italiano Yanomi, pubblicato il 13 dicembre 2019 con doppia etichetta Artist First e Wanderlust Society.

## Descrizione
Annunciato un mese prima della sua pubblicazione, il disco si compone di undici brani, tutti prodotti da Yanomi: contiene, oltre ai sei singoli precedentemente pubblicati (Dove sei?, Disegno, Tempo al tempo, Testa tra le nuvole, Pt. 1, Cin cin, Wanderlust!), tre inediti e le versioni al pianoforte dei brani Disegno e Wanderlust!. L'uscita dell'album è stata anticipata dal singolo Il giro del mondo.
 

In merito al disco, il cantautore ha dichiarato per il portale di notizie musicali Newsic: 
Inoltre, in merito alla scelta del titolo, ha affermato:

## Tracce
Testi e musiche di Andrea De Filippi e Yanomi, eccetto dove indicato.
1. Wanderlust! – 3:23 (Andrea De Filippi, Yanomi, Lindsey Jackson)
2. Il giro del mondo – 3:34 (Andrea De Filippi, Yanomi, Julien Boverod)
3. Disegno – 2:52 (Andrea De Filippi, Yanomi, Francesco Mannella)
4. Testa tra le nuvole, Pt. 0 – 2:53 (Andrea De Filippi, Federico Fabiano, Yanomi, Daniele Conti, Alessandro La Cava)
5. Testa tra le nuvole, Pt. 1 – 2:23
6. Temporale (24 marzo) – 3:21 (Andrea De Filippi, Yanomi, Davide Revelli)
7. Dove sei? – 4:17
8. Tempo al tempo – 3:19
9. Cin cin – 3:00
10. Disegno (piano e voce) – 2:33
11. Wanderlust! (piano e voce) – 3:12

## Classifiche
| Classifica (2019) | Posizione massima |
| ----------------- | ----------------- |
| Italia            | 20                |